# Кобеле-Вельке (гмина)
Кобеле-Вельке (пол. Kobiele Wielkie) — сельская гмина (волость) в Польше, входит как административная единица в Радомщанский повет, Лодзинское воеводство. Население — 4431 человек (на 2004 год).

## Соседние гмины
1. Гмина Гидле
2. Гмина Кодромб
3. Гмина Масловице
4. Гмина Радомско
5. Гмина Вельгомлыны
6. Гмина Житно